# Corroboree (Australie)

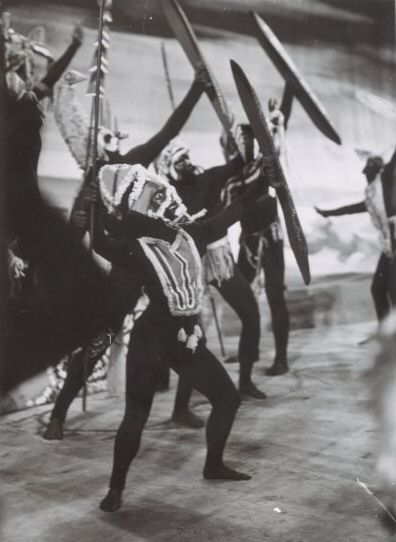
Spectacle de ballet basé sur un corroboree.

Un corroboree est une réunion commémorative des Aborigènes d'Australie. Le nom a été inventé par les colons européens par imitation du mot autochtone caribberie. Lors d'un Corroboree, les Aborigènes interagissent avec le Temps du rêve à travers la danse, la musique et le costume. De nombreuses cérémonies miment les événements de cette époque. La plupart de ces cérémonies sont sacrées et les gens extérieurs à la communauté ne sont pas autorisés à y participer ou à la regarder. "Leurs corps étaient peints de différentes manières et ils portaient des parures diverses qui n'étaient pas utilisées tous les jours".
Au nord-ouest de l'Australie, Corroboree est un mot générique pour définir des pratiques théâtrales différentes de ces cérémonies. Publique ou privée, la cérémonie est conçue pour des invités. Il existe d'autres noms pour décrire les spectacles traditionnels publics: juju et kobbakobba par exemple. Dans le Pilbara, les corroborees sont appelés yanda ou jalarra. dans le Kimberley le mot junba est souvent utilisé pour faire référence à une gamme de spectacles et de cérémonies traditionnelles.
Corroboree et cérémonie traditionnelle sont étroitement liés mais différents. Dans les années 1930, Elkin Adolphus le décrivait comme une danse traditionnelle publique de tous les autochtones selon ses dons individuels, ses compétences et son appropriation par opposition à des pratiques coutumières où les anciens initient aux pratiques rituelles. Les Corroborees sont des spectacles ouverts où chacun peut participer en prenant en considération que les chants et les danses sont très structurés ce qui nécessite beaucoup de connaissances et de compétences pour les pratiquer.
Le Corroboree est un mot générique qui regroupe les différents genres de spectacles qui, dans le nord-ouest de l'Australie, incluent balga, wangga, lirrga, junba, ilma et beaucoup d'autres. Dans toute l'Australie, le Corroboree signifie chants, danses, rassemblements et réunions de toutes sortes. Dans le passé, un corroboree désignait même des événements sportifs et autres modes de montrer ses compétences. C'est un mot anglais qui a été réapproprié pour expliquer une pratique qui est différente de la cérémonie et plus vaste que le théâtre ou l'opéra.